# Cattedrale di San Sebastiano (Cochabamba)
La cattedrale di San Sebastiano è la chiesa cattedrale dell'arcidiocesi di Cochabamba, si trova nella città di Cochabamba, in Bolivia, in piazza 14 settembre. La cattedrale è stata elevata a cattedrale metropolitana il 30 luglio del 1975 mediante la bolla Quo gravius di Papa Paolo VI.

## Storia
La costruzione della cattedrale ha avuto inizio nel 1701 e si è conclusa nel 1735. L'edificio poggia sulle fondamenta di una precedente chiesa XVI secolo, è stato realizzato con calce e pietra ed è ha pianta a croce latina con tre navate, la centrale originale mentre le laterali sono state aggiunte nel 1830. Il campanile ha quattro corpi ed è sormontato da una cupola neoclassica allungata e slanciata costruita agli inizi del XX secolo.
La cattedrale è stata riconosciuta come monumento storico ed architettonico il 7 dicembre 1967 con decreto supremo n°8171. Quindi monumento nazionale l'11 settembre 2012.